# Bermudas hetfläck
Bermudas hetfläck är en förmodad hetfläck i Nordatlanten 500-1000 km sydost om Bermuda. Denna föreslås vara förklaringen till de utdöda vulkanerna i Bermuda Rise och Mississippi Embayment och Sabine Uplift sydväst om Mississippi Embayment.
En uppsats från 2002 av Roy B. Van Arsdale och Randel Cox från University of Memphis föreslås det att Bermudas hetfläck skapade Mississippi-viken i aldre krita när hetfläcken blev starkare och förhöjde dagens Mississippi Valley. Höglandet som skapades eroderades över tiden med ett resultat att jordskorpan förtunnades, och när rörelsen i den nordamerikanska plattan flyttade dalen bort från hetfläcken bildades det en trågdal.Som bevis visar Van Arsdale och Cox de seismiska zoner som är centrerade på New Madrid, Missouri och Charleston, South Carolina, och de vulkaniska Kimberlit-rören i Arkansas.
Andra uppsatser hävdar att frånvaron av en kedja av åldrade djuphavsberg (som djuphavsbergskedjan i anslutning till Hawaii, Hawaii–Emperor seamounts), frånvaron av nutida vulkanisk aktivitet och förlängningen av Bermuda Rise är bevis mot en hetfläck som ursprung för Bermuda Rise. Peter R. Vogt och Woo-Yeol Jung föreslår en ändring i mantelströmmar orsakad av stängningen av Tethyshavet som alternativ förklaring till Bermuda Rise, men noterar att grunda processer inte kan förklara källan till magmatismen. En senare uppsats finner en förtunning i övergången mellan övre och nedre manteln under Bermuda, som tydligen överensstämmer med manteluppvällning och en varm nedre mantel under Bermuda.